# یواس‌اس کامانگا (ای‌جی-۴۲)
یواس‌اس کامانگا (ای‌جی-۴۲) (به انگلیسی: USS Camanga (AG-42)) یک کشتی است که طول آن 300' می‌باشد. این کشتی در سال ۱۹۱۸ ساخته شد.